# Amerikaanse auto in 2012
Dit artikel geeft een overzicht van alle Amerikaanse en Australische personenwagens die in 2012 op de markt kwamen. De auto's staan alfabetisch gerangschikt per merk.

## Noord-Amerika
| Acura |                  | concern:                                                 | Honda Japan |
| Acura | divisie:         |                                                          |             |
| Acura | merk:            | Acura Verenigde Staten                                   |             |
| Acura | model:           | RDX cross-over (2e generatie)                            |             |
| Acura | einde productie: | 2018                                                     |             |
| Acura | productieaantal: | ruim 300.000 (verkocht in de Verenigde Staten en Canada) |             |

| Acura |                  | concern:                                            | Honda Japan |
| Acura | divisie:         |                                                     |             |
| Acura | merk:            | Acura Verenigde Staten                              |             |
| Acura | model:           | ILX sedan                                           |             |
| Acura | einde productie: | 2022                                                |             |
| Acura | productieaantal: | 175.668 (verkocht in de Verenigde Staten en Canada) |             |

| Buick |                  | concern: | General Motors Verenigde Staten |
| Buick | divisie:         | |                                 |
| Buick | merk:            | Buick Verenigde Staten                                                                                         |                                 |
| Buick | model:           | Encore cross-over (1e generatie; gebaseerd op de 1e generatie Chevrolet Trax en zustermodel van de Opel Mokka) |                                 |
| Buick | einde productie: | 2022 |                                 |
| Buick | productieaantal: | bijna 600.000 (verkocht)                                                                                       |                                 |

| Cadillac |                  | concern:                                                                                        | General Motors Verenigde Staten |
| Cadillac | divisie:         |                                                                                                 |                                 |
| Cadillac | merk:            | Cadillac Verenigde Staten                                                                       |                                 |
| Cadillac | model:           | ATS sedan                                                                                       |                                 |
| Cadillac | einde productie: | 2018                                                                                            |                                 |
| Cadillac | productieaantal: | 171.675 (inclusief coupé; verkocht in de Verenigde Staten, Canada, Mexico, China en Zuid-Korea) |                                 |

| Cadillac |                  | concern:                                                              | General Motors Verenigde Staten |
| Cadillac | divisie:         |                                                                       |                                 |
| Cadillac | merk:            | Cadillac Verenigde Staten                                             |                                 |
| Cadillac | model:           | XTS sedan                                                             |                                 |
| Cadillac | einde productie: | 2019 (in de Verenigde Staten; in China nog enige tijd verder gebouwd) |                                 |
| Cadillac | productieaantal: | 167.846 (verkocht in de Verenigde Staten en Canada)                   |                                 |

| Coda |                  | concern: | onafhankelijk |
| Coda | divisie:         | |               |
| Coda | merk:            | Coda Verenigde Staten                                                                                                 |               |
| Coda | model:           | Sedan EV (ook Coda of Coda EV genoemd; gebaseerd op de Hafei Saiboa III, die in CKD-kits werd geïmporteerd uit China) |               |
| Coda | einde productie: | 2013 |               |
| Coda | productieaantal: | 117 |               |

| Dodge |                  | concern:                                          | Chrysler LLC Verenigde Staten |
| Dodge | divisie:         |                                                   |                               |
| Dodge | merk:            | Dodge Verenigde Staten                            |                               |
| Dodge | model:           | Dart sedan (gebaseerd op de Alfa Romeo Giulietta) |                               |
| Dodge | einde productie: | september 2016                                    |                               |
| Dodge | productieaantal: | 334.502 (verkocht in de Verenigde Staten)         |                               |

| Dodge SRT |                  | concern: | Chrysler LLC Verenigde Staten |
| Dodge SRT | divisie:         | |                               |
| Dodge SRT | merk:            | SRT en Dodge Verenigde Staten |                               |
| Dodge SRT | model:           | Viper SRT coupé (VX; 5e generatie; kwam initieel als SRT Viper op de markt; in 2014 ging SRT terug op in Dodge en werd het Dodge Viper) |                               |
| Dodge SRT | einde productie: | 2017 |                               |
| Dodge SRT | productieaantal: | 2427 |                               |

| Falcon |                  | concern:                | onafhankelijk |
| Falcon | divisie:         |                         |               |
| Falcon | merk:            | Falcon Verenigde Staten |               |
| Falcon | model:           | F7 coupé-sportwagen     |               |
| Falcon | einde productie: | 2021                    |               |
| Falcon | productieaantal: | 7                       |               |

| Ford |                  | concern: | Ford Motor Company Verenigde Staten |
| Ford | divisie:         | |                                     |
| Ford | merk:            | Ford Verenigde Staten |                                     |
| Ford | model:           | C-MAX Energi mpv plug-inhybride (variant van de 2e generatie C-MAX voor de Noord-Amerikaanse markt en vanaf 2015 ook Europa) |                                     |
| Ford | einde productie: | 2017 |                                     |
| Ford | productieaantal: | ruim 40.000 |                                     |

| Ford |                  | concern:                                                                          | onafhankelijk |
| Ford | divisie:         |                                                                                   |               |
| Ford | merk:            | Ford Verenigde Staten                                                             |               |
| Ford | model:           | Escape (3e generatie; badge-engineered variant van de Europese 2e generatie Kuga) |               |
| Ford | einde productie: | 2019                                                                              |               |
| Ford | productieaantal: | ca. 2,4 miljoen (verkocht in Noord-Amerika)                                       |               |

| Ford |                  | concern:                                                    | Ford Motor Company Verenigde Staten |
| Ford | divisie:         |                                                             |                                     |
| Ford | merk:            | Ford Verenigde Staten                                       |                                     |
| Ford | model:           | Fusion sedan (2e generatie)                                 |                                     |
| Ford | einde productie: | 2020                                                        |                                     |
| Ford | productieaantal: | ca. 2,2 miljoen (verkocht in de Verenigde Staten en Canada) |                                     |

| Hennessey |                  | concern: | onafhankelijk |
| Hennessey | divisie:         | |               |
| Hennessey | merk:            | Hennessey Verenigde Staten                                                                                    |               |
| Hennessey | model:           | Venom GT Spyder roadster (cabrioletvariant van de coupé uit 2010, zelf een omgebouwde krachtiger Lotus Elise) |               |
| Hennessey | einde productie: | januari 2017                                                                                                  |               |
| Hennessey | productieaantal: | 6 |               |

| Scion |                  | concern: | Toyota Japan |
| Scion | divisie:         | |              |
| Scion | merk:            | Scion Verenigde Staten |              |
| Scion | model:           | FR-S 2+2-coupé-sportwagen (1 generatie; badge-engineered 1e generatie Toyota (GT)86 en Subaru BRZ voor de Amerikaanse markt) |              |
| Scion | einde productie: | 2016 (vervolgens nog t/m 2021 als Toyota 86 verkocht)                                                                        |              |
| Scion | productieaantal: | 79.667 (verkocht in de Verenigde Staten t/m 2021)                                                                            |              |

| Tesla |                  | concern:                                                            | onafhankelijk |
| Tesla | divisie:         |                                                                     |               |
| Tesla | merk:            | Tesla Verenigde Staten                                              |               |
| Tesla | model:           | Model S sedan                                                       |               |
| Tesla | einde productie: | ?                                                                   |               |
| Tesla | productieaantal: | ca. 320.000 (verkocht in Noord-Amerika en Europa van 2015 t/m 2020) |               |

## Latijns-Amerika
| Chevrolet |                  | concern: | General Motors Verenigde Staten |
| Chevrolet | divisie:         | General Motors do Brasil Brazilië                                                                                   |                                 |
| Chevrolet | merk:            | Chevrolet Verenigde Staten                                                                                          |                                 |
| Chevrolet | model:           | Onix vijfdeurhatchback (1e generatie; vanaf eind 2019 verder verkocht als Joy nadat de 2e generatie was verschenen) |                                 |
| Chevrolet | einde productie: | 2019 |                                 |
| Chevrolet | productieaantal: | ? |                                 |

| Chevrolet |                  | concern:                                                                          | General Motors Verenigde Staten |
| Chevrolet | divisie:         | General Motors do Brasil Brazilië                                                 |                                 |
| Chevrolet | merk:            | Chevrolet Verenigde Staten                                                        |                                 |
| Chevrolet | model:           | S10 pick-up (3e generatie; Zuid-Amerikaanse variant van de 2e generatie Colorado) |                                 |
| Chevrolet | einde productie: | ?                                                                                 |                                 |
| Chevrolet | productieaantal: | ?                                                                                 |                                 |

| Chevrolet |                  | concern:                          | General Motors Verenigde Staten |
| Chevrolet | divisie:         | General Motors do Brasil Brazilië |                                 |
| Chevrolet | merk:            | Chevrolet Verenigde Staten        |                                 |
| Chevrolet | model:           | Spin mpv                          |                                 |
| Chevrolet | einde productie: | ?                                 |                                 |
| Chevrolet | productieaantal: | ?                                 |                                 |

| Chevrolet |                  | concern: | General Motors Verenigde Staten |
| Chevrolet | divisie:         | General Motors do Brasil Brazilië                                                                             |                                 |
| Chevrolet | merk:            | Chevrolet Verenigde Staten                                                                                    |                                 |
| Chevrolet | model:           | Trailblazer suv (2e generatie; in Brazilië ontworpen en gebouwd; ook in Thailand gebouwd en in Azië verkocht) |                                 |
| Chevrolet | einde productie: | 2020 (Thailand)                                                                                               |                                 |
| Chevrolet | productieaantal: | ? |                                 |

| Citroën |                  | concern:                                                                          | PSA Peugeot Citroën Frankrijk |
| Citroën | divisie:         | Peugeot-Citroen do Brasil Automoveis Brazilië                                     |                               |
| Citroën | merk:            | Citroën Frankrijk                                                                 |                               |
| Citroën | model:           | C4 Lounge (sedanvariant van de Europese hatchback voor de Zuid-Amerikaanse markt) |                               |
| Citroën | einde productie: | 2021                                                                              |                               |
| Citroën | productieaantal: | ?                                                                                 |                               |

| Ford |                  | concern:                                                             | Ford Motor Company Verenigde Staten |
| Ford | divisie:         | Ford do Brasil Brazilië                                              |                                     |
| Ford | merk:            | Ford Verenigde Staten                                                |                                     |
| Ford | model:           | EcoSport compacte cross-over (2e generatie; wereldwijd verkocht)     |                                     |
| Ford | einde productie: | 2022                                                                 |                                     |
| Ford | productieaantal: | 1.085.032 (verkocht in Europa, China, de Verenigde Staten en Canada) |                                     |

## Australië
| Holden |                  | concern: | General Motors Verenigde Staten |
| Holden | divisie:         | |                                 |
| Holden | merk:            | Holden Australië                                                                                             |                                 |
| Holden | model:           | Barina sedan (6e generatie; badge-engineered 2e generatie Chevrolet Aveo; variant van de hatchback uit 2011) |                                 |
| Holden | einde productie: | 2018 |                                 |
| Holden | productieaantal: | ? |                                 |

| Holden |                  | concern:                                                                                          | General Motors Verenigde Staten |
| Holden | divisie:         |                                                                                                   |                                 |
| Holden | merk:            | Holden Australië                                                                                  |                                 |
| Holden | model:           | Colorado grote tweedeur- en verlengde vierdeurpick-up (badge-engineered 2e generatie Isuzu D-Max) |                                 |
| Holden | einde productie: | 2020                                                                                              |                                 |
| Holden | productieaantal: | ?                                                                                                 |                                 |

| Holden |                  | concern: | General Motors Verenigde Staten |
| Holden | divisie:         | |                                 |
| Holden | merk:            | Holden Australië |                                 |
| Holden | model:           | Colorado 7 grote suv (1 generatie; badge-engineered 2e generatie Chevrolet TrailBlazer; ging na een facelift in 2016 verder als Trailblazer) |                                 |
| Holden | einde productie: | 2016 |                                 |
| Holden | productieaantal: | ? |                                 |

| Holden |                  | concern:                                                                          | General Motors Verenigde Staten |
| Holden | divisie:         |                                                                                   |                                 |
| Holden | merk:            | Holden Australië                                                                  |                                 |
| Holden | model:           | Volt elektrische vijfdeurhatchback (badge-engineered 1e generatie Chevrolet Volt) |                                 |
| Holden | einde productie: | begin 2015                                                                        |                                 |
| Holden | productieaantal: | ca. 250 (verkocht in Australië)                                                   |                                 |